# سن گیاه‌خوار

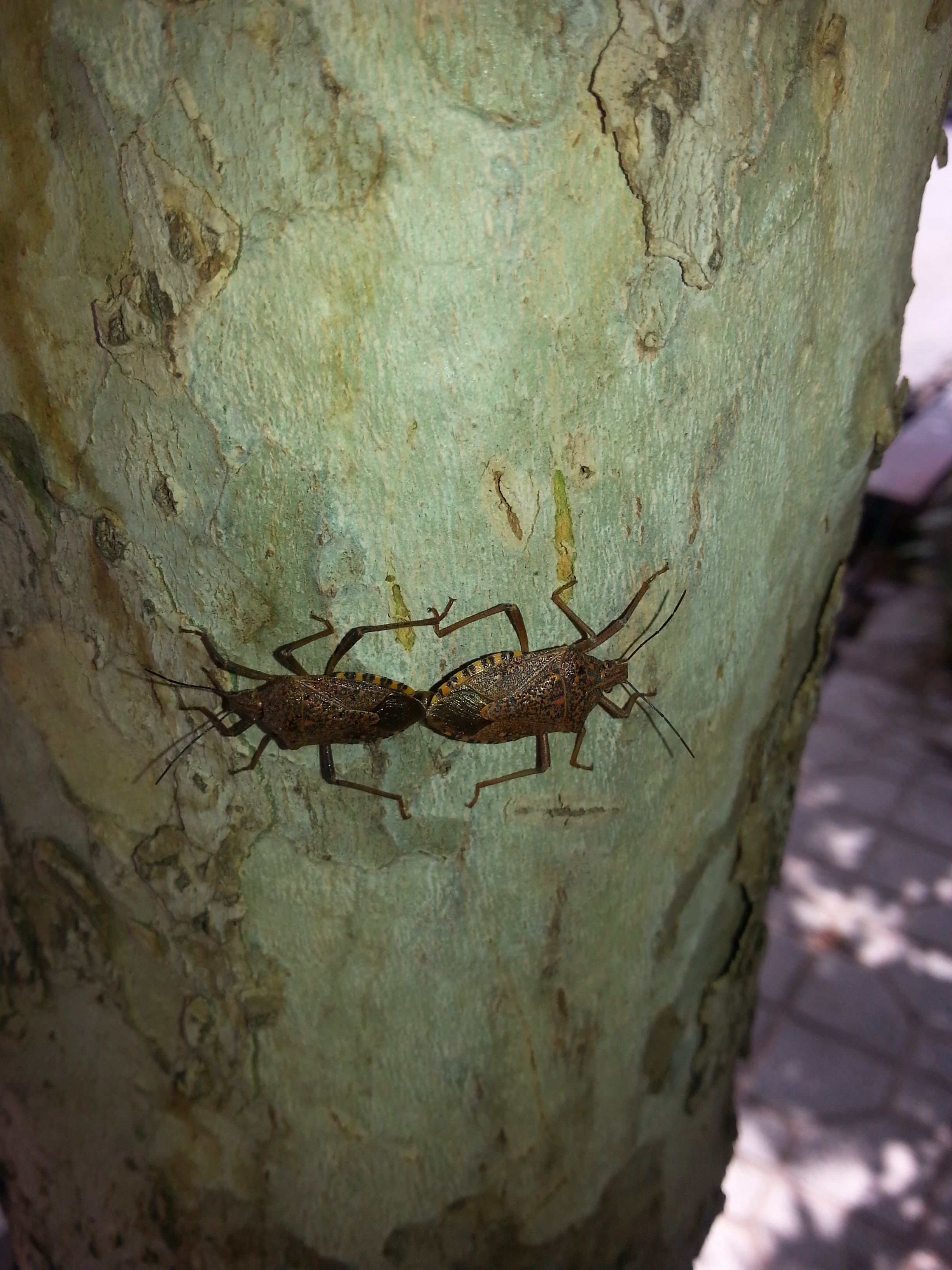
دو سن در حال جفت گیری

سن گیاهخوار (نام علمی: Lygus lineolaris) گونه‌ای از حشرات مکنده از خانواده حشرات علفی است که از گیاه تغذیه می‌کند. 

## میزبان
میزبان این حشره بسیاری از انواع میوه‌ها و سبزیجات می‌باشد. سن گیاهخوار بویژه به محصولاتی مانند پنبه، یونجه، انواع بقولات و بنشن، سیب، میوه‌های هسته‌دار و انواع علف‌ها علاقه دارد.

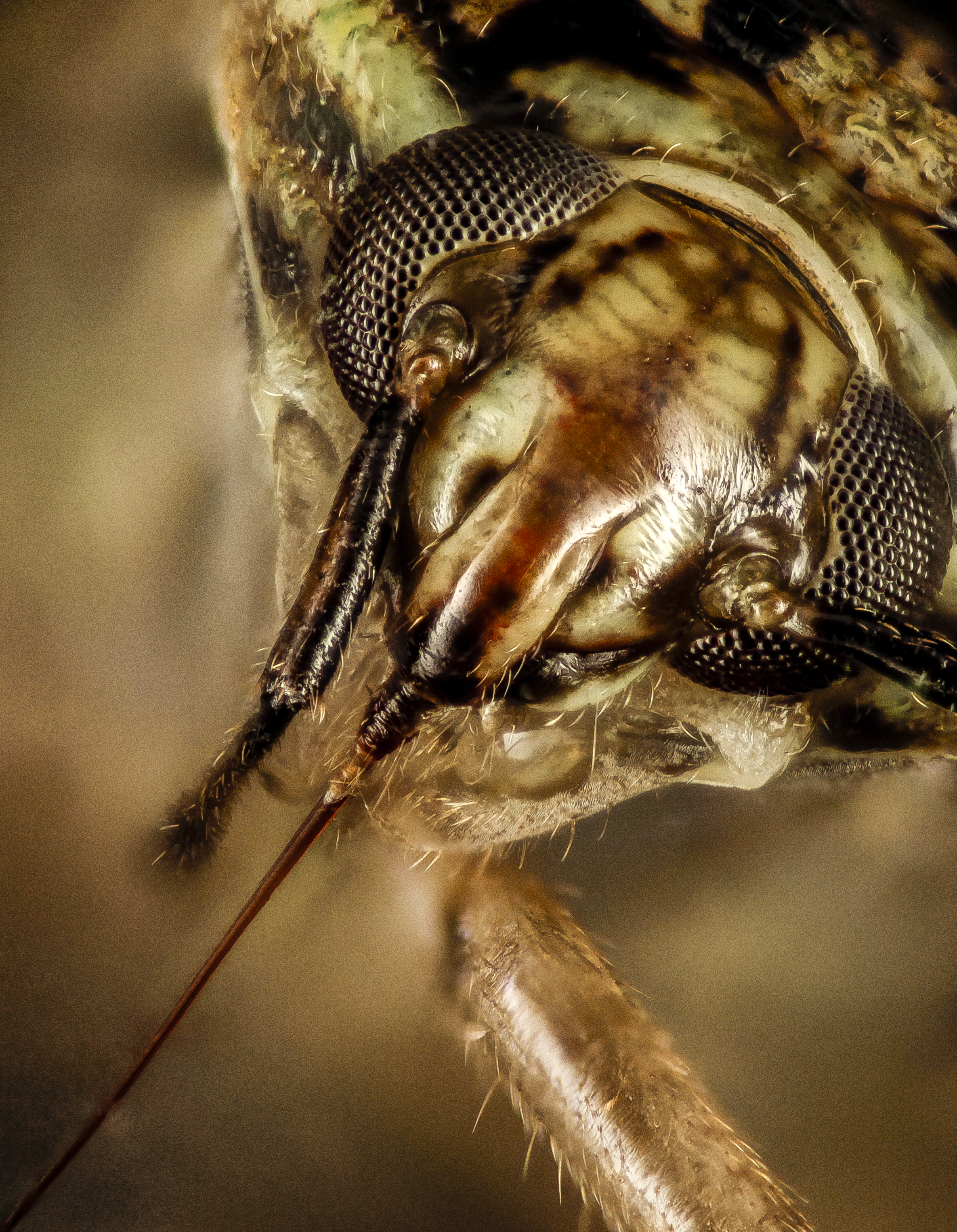
نمای نزدیک قسمت‌های دهانی مکنده لیگوس لینئولاریس

## تولید مثل

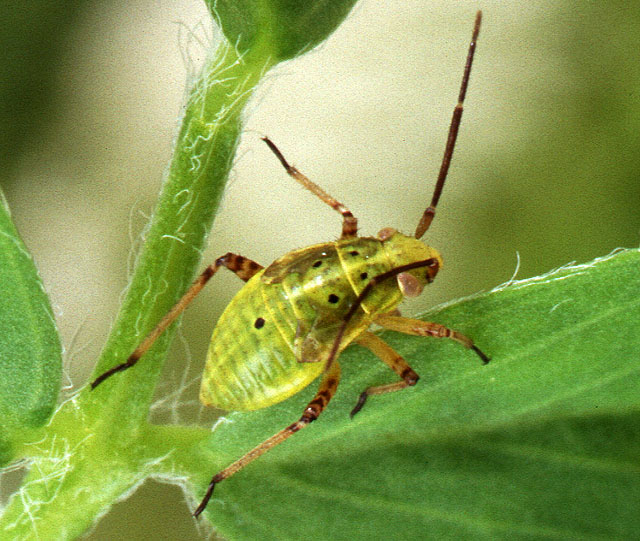
شفیره لیگوس لینئولاریس

سن گیاهخوار ماده پس از زمستان‌گذرانی، برای تولید مثل معمولاً روی گیاه پنبه (سرده) تخم‌گذاری می‌کند. معمولاً تخم‌گذاری در ماه مه و بیرون آمدن شفیره‌ها از تخم در ماه ژوئن اتفاق می‌افتد.

## کنترل
نئونیکوتینوید خانواده‌ای از حشره‌کش‌ها است که این حشره را کنترل می‌کند.
برای کنترل و جلوگیری از آسیب سن گیاهخوار تنها با اسپری مرتب ترکیب بردو، گیاه از آسیب حشره ایمن خواهد ماند.